# Triaenops
Triaenops — рід кажанів родини гіпосідерові (Hipposideridae). Містить 4 види. Тісно пов'язаний з родом Paratriaenops і, можливо, маловивченим Cloeotis.

## Види
- Triaenops afer Peters, 1877
- Triaenops menamena Goodman & Ranivo, 2009
- Triaenops parvus Benda & Vallo, 2009
- Triaenops persicus Dobson, 1871
- †Triaenops goodmani Samonds, 2007